# Draudtia funeralis
Draudtia funeralis là một loài bướm đêm trong họ Noctuidae.